# جيش الفضاء

شعار لقوات الفضاء الروسية.

الجيش الفضائي أو القوة الفضائية هي فرع عسكري للقوات المسلحة لدولة ما تقوم بعمليات عسكرية في الفضاء الخارجي وحرب الفضاء. القوة الفضائية الأولى في العالم والوحيدة، اعتبارًا من عام 2021، هي القوة الفضائية الأمريكية، التي تأسست في 20 ديسمبر 2019. كان الاتحاد الروسي سابقًا قد أسس قوات الفضاء الروسية باعتبارها قوة مستقلة من 1992 إلى 1997 ومن 2001 إلى 2011، ومع ذلك لم يتم تنظيمها كخدمة عسكرية.